# Fabrizio Moretti
Fabrizio Moretti (Rio de Janeiro,  2 de junho de 1980) é um baterista brasileiro, radicado nos Estados Unidos, mais conhecido por seu trabalho com a banda The Strokes.

## Carreira
Nascido no Brasil, sua família radicou-se nos Estados Unidos quando tinha quatro anos de idade. Ele é filho de um italiano com uma brasileira. É baterista e fundador da banda de indie rock The Strokes e, junto com o guitarrista Nick Valensi começou a tocar quando ambos estudavam na Escola Dwight, em Manhattan. Como baterista, tem a reputação de escolher por um estilo mais simplório e constante de tocar. Depois de um período de hiato, pós lançamento do álbum Comedown Machine e especulações sobre um novo álbum, o The Strokes lançaram o The New Abnormal, que é o sexto álbum de estúdio da banda, lançado em 10 de abril de 2020 pelas gravadoras RCA e Cult Records.
Ele é co-fundador da Judi Foundation (que hoje já não funciona mais), uma fundação sem fins lucrativos de incentivo à prevenção e pesquisa sobre diabetes juvenil, especialmente uma forma da doença conhecida como LADA (Latent Autoimmune Diabetes in Adults) criada em 2004.
Participou, de 2007 a 2009, de um projeto paralelo ao The Strokes, em parceria com Rodrigo Amarante (guitarrista e vocalista da banda Los Hermanos, que se encontra em recesso por tempo indeterminado desde Junho de 2012) e sua ex-namorada Binki Shapiro, Little Joy. No momento Little Joy está em um hiato por tempo indefinido.
Em 2019 Fabrizio Moretti começou a liderar a banda de synth pop de Nova York e o coletivo de artistas Machinegum, que executa e grava músicas e apresenta instalações artísticas em galerias. O Machinegum traz canções que misturam garage rock e new wave. O uso de sintetizadores é uma tônica da obra, que alterna entre momentos mais tranquilos e grandes crescentes. O grupo é composto por Fabrizio Moretti, Ian Devaney (vocalista do Nation of Language), Delicate Steve, Chris Egan, Martin Bonventre e Erin Victoria Axtel.

## Vida pessoal
Em 2006, o baterista ganhou uma mensagem de amor de página inteira em um jornal norte-americano feita por Drew Barrymore, sua ex-namorada. Fabrizio namorou Drew durante cinco anos, desde 2002 até janeiro de 2007, ano em que passou a namorar Binki Shapiro, além de um affair com a atriz Kirsten Dunst. Também namorou a atriz Kristen Wiig até 2013. Ele fala fluentemente inglês, português, italiano e francês.

## Equipamento
Bateria
Fabrizio usa tambores Ludwig Red Vistalite edição limitada, chimbais e baquetas Zildjian.
- 22"x14" Bumbo
- 13"x9" tom tom
- 16"x16" Surdo
- 14x5" Ludwig LM400 Supra-Phonic Snare Drum
- 14" Uma nova batida de chipô
- 22" Um prato de ataque personalizado
- 20" Um prato china personalizado.